# Toulon (Illinois)
Toulon é uma cidade localizada no estado americano de Illinois, no Condado de Stark.

## Demografia
Segundo o censo americano de 2000, a sua população era de 1400 habitantes.
Em 2006, foi estimada uma população de 1361, um decréscimo de 39 (-2.8%).

## Geografia
De acordo com o United States Census Bureau tem uma área de
2,3 km², dos quais 2,3 km² cobertos por terra e 0,0 km² cobertos por água.

## Localidades na vizinhança
O diagrama seguinte representa as localidades num raio de 20 km ao redor de Toulon.